# Кан Чхан Гі
У цьому корейському імені прізвище (Кан) стоїть перед особовим ім'ям.
Кан Чхан Гі (кор. 강창기, 28 серпня 1928 — 5 січня 2007, Сеул) — південнокорейський футболіст, що грав на позиції півзахисника, зокрема, за клуб «Чосон Текстиль», а також національну збірну Південної Кореї.

## Клубна кар'єра
У футболі відомий виступами за команду «Чосон Текстиль», кольори якої і захищав протягом усієї своєї кар'єри гравця.
| Дата      | Місто  | Господарі      | Результат | Гості          | Турнір             | Голи | Примітки |
| --------- | ------ | -------------- | --------- | -------------- | ------------------ | ---- | -------- |
| 7-3-1954  | Токіо  | Японія         | 1 – 5     | Південна Корея | Відбір до ЧС 1954  | -    |          |
| 2-5-1954  | Маніла | Гонконг        | 3 – 3     | Південна Корея | Азійські ігри 1954 | -    |          |
| 4-5-1954  | Маніла | Південна Корея | 8 – 2     | Афганістан     | Азійські ігри 1954 | -    |          |
| 7-5-1954  | Маніла | Бірма          | 2 – 2     | Південна Корея | Азійські ігри 1954 | 1    |          |
| 8-5-1954  | Маніла | Тайвань        | 5 – 2     | Південна Корея | Азійські ігри      | -    | 46'      |
| 17-6-1954 | Цюрих  | Угорщина       | 9 – 0     | Південна Корея | ЧС 1954 - 1-й етап | -    |          |
| 20-6-1954 | Женева | Туреччина      | 7 – 0     | Південна Корея | ЧС 1954 - 1-й етап | -    |          |
| Усього    |        | Матчів         | 7         |                | Голів              | 1    |          |

## Титули і досягнення
- Срібний призер Азійських ігор: 1954